# Queratán sulfato
El queratán sulfato (KS), también llamado queratosulfato es un glicosaminoglicano (carbohidratos estructurales) sulfatado encontrado especialmente en el ser humano en la córnea, cartílago y hueso. Se sintetiza en el sistema nervioso central donde participa en el desarrollo y en la formación de la cicatriz glial tras una lesión. Las moléculas de queratán sulfato son grandes, moléculas altamente hidratadas que pueden actuar en las articulaciones como amortiguador para absorber el shock mecánico.
En los últimos 5 años se ha visto un marcado incremento en la investigación de queratán sulfato (KS) y un incremento en nuestro entendimiento acerca del rango de moléculas que llevan este polisacárido adaptable. Más de 15 KS unidos a proteínas se han identificado y diversos de los genes codificantes de estas se han clonado. Las moléculas que contienen KS se han identificado en numerosos tejidos epiteliales y neurológicos en los cuales la expresión de KS responde a un desarrollo embrional, variaciones fisiológicas y para minimizar una herida. Un cultivo de células de la córnea ha desarrollado un sistema en el cual la biosíntesis de KS se mantiene. Se ha hecho progreso hacia la identificación de glicosil i sulfotranserasas responsables de la biosíntesis de KS. Un ratón knock-out del KS-proteoglicano en córnea ha supuesto el primer soporte experimental de la función de la KS en la transparencia de la córnea. Esta evidencia también se ha presentado apoyando a roles funcionales del KS en el reconocimiento celular de ligandos proteicos, de guía axonal, motilidad celular y en la implantación del embrión. Estos descubrimientos han servido para expandir el concepto de qué es el queratán sulfato y los roles potenciales que puede jugar en los diversos tejidos celulares.

## Historia
Queratán sulfato fue identificado en 1939 por Suzuki en extractos de córnea (Suzuki, 1939), y en la década de los 50 gracias a los esfuerzos de Karl Meyer (quien introdujo el nombre de queratosulfato) y otros, caracterizaron este material como un polímero lineal de lactosamina, 3-Galactosa-β1+4-N-Acetilglucosamina-β1, sulfatado en el carbono 6 de las dos hexosas. Tras décadas desde su inicial caracterización, el interés sobre el queratán sulfato no ha menguado nunca. De hecho, desde 1970 hasta la mitad de los 90, la publicación anual de artículos con queratán sulfato como tema principal ha crecido casi 5 veces más. Diversas revisiones previas han examinado la estructura y biosíntesis de KS desde 1991.

## Estructura del queratán sulfato

### Clases de KS
Originalmente, las designaciones de KSI y KSII se basaban en las diferencias entre el KS de la córnea y el de cartílago. El KS de la córnea presenta enlaces N con los residuos de Asparagina (Asn) en el núcleo de la proteína, mientras que el KS del cartílago presenta enlaces O con residuos de Serina (Ser) y Treonina (Thr). Estas estructuras de unión, sin embargo, no son específicas del tejido en su localización. Las designaciones clásicas se utilizan actualmente respecto a la estructura de unión, no a la localización del tejido. Así, el término KSI incluye todas las moléculas de KS unidas a Asn, y KSII se utiliza para referirse a todas las KS unidas a una proteína mediante GalNAc-O-Ser/Thr. Un tercer tipo de unión de KS (Man-O-Ser) se ha identificado que puede ser considerado como KSIII.

### KSI de córnea

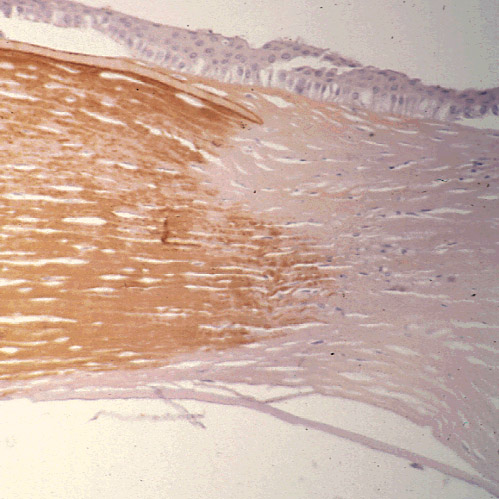
Distrofia macular corneal. Imagen de microscopio óptico donde se muestra un paciente con MCD tipo I (izquierda) mostrando una reactividad normal (marrón) al estroma corneal al anticuerpo anti-queratán sulfato.

KS de la córnea es el prototipo de KSI y es el más caracterizado. La cantidad de KS en la córnea es más de 10 veces que en el cartílago y es de 2 a 4 órdenes de magnitud más grande que el KS encontrado en otros tejidos. La unión de KS de la córnea a proteínas suponte un tipo de complejo bicatenario de oligosacáridos con enlaces N a asparagina en el núcleo de la proteína. Análisis de una subreaccion de KS de la córnea porcina altamente purificada encontró que la cadena de KS solo s extiende en la rama C3 acabando con una única lactosamina unida a ácido siálico.
Otras citaciones sugieren que las ramas C3 de la unión de oligsacáridos se pueden extender con cadenas de KS además de las ramas de C6. Análisis estructurales de las uniones de KS de la córnea de mono no encontraron evidencia que el C3 acababa con ácido siálico. Evidencias para la extensión de dos cadenas (bicatenarias) de la unión del oligosacárido también se aportó a partir de la comparación del peso molecular de KS bovino secretado por N-glicanasa (por ejemplo con una unión de oligosacáridos intacta) con la largada de la cadena. Además, ni la síntesis de KS de la córnea ni de KS de la fibromdulina, un proteoglicano del cartílago unido de forma N a la KSI, se bloquean completamente con swainsonina, un inhibidor del procesamiento del brazo C6 del oligosacárido precursor, implicando que KS se ha de extender en el brazo C3 del núcleo de manosa.
Esta evidencia para la extensión bicatenaria de la unión de KSI también está apoyada por experimentos que sugieren que tanto las extensiones mono/bicatenarias de la unión pueden suceder en KSI y que la localización del sitio en el núcleo de la proteína puede influir el tipo de extensión. Heterogeneidad también se ha visto en la modificación de la región de unión de ZP3, una proteína de la zona pelúcida sustituida por KS con uniones N. en estas proteínas KS puede modificar tanto el brazo C3, el C6 o ambos de la unión bicatenaria del oligosacárido.
Oeben encontró que la sulfatación de una fracción purificada de KS de la córnea porcina estaba distribuida según un patrón no aleatorio distinto. Los disacáridos más próximos a la terminación reducida se encontró que no estaban sulfatados, a continuación una serie se encuentra de dominios donde los disacáridos solo se sulfatan en la mitad de GlcNAc. El extremo no reducido de la cadena de KS de córnea de porcino consiste en un dominio de longitud variable (8-34) de solamente disacáridos disulfatados. Este dominio altamente sulfatado es responsable de la heterogeneidad en la carga y tamaño característicos de la KS de la córnea. También existe la idea de que la N-sulfatación de GlcN puede ocurrir en el dominio altamente sulfatado de KS de la córnea. El extremo no reductor de cada cadena está envuelto de una variedad de estructuras. En la KS de córnea de bovino, aproximadamente el 70% de las cadenas de la córnea acaban con ácido neuramínico, el resto con βGalNAc o α-Gal.

### KSI no córnica
Fibromodulia, PRELP, y osteoadherina son proteínas de cartílago y de hueso modificadas con una cadena de KS unida en la forma N. Diversas proteínas de la zona pelúcida del ovario llevan carbohidratos considerados KS. El proteoglicano agrecano del cartílago también contiene 2-3 cadenas de KS unidas de forma N además de 20 o más unidas de forma O. La KS unida en forma N también se ha aislado de la dermis de caballo. Además de estos ejemplos de KSI no córnica, lactosamina sulfatada aparece ser un componente común de la superficie celular y de las glicoproteínas extracelulares. Alguna de esta sulfatación incluye la unión O de estructuras x de Lewis, que difieren de la KS en que son sulfatadas solo en el término no reducido y son fucosiladas en el extremo GlcNAc. Estructuras de otros lactosaminoglicanos sulfatados aún están por caracterizarse, y parece probable que alguno se encuentre que sea KS.
Aunque la unión de KSI no es específico de tejido, otras características de KS en tejidos no córnicos difieren del modelo córnicos. Las cadenas de KS en fibromodulina y osteoadherina son relativamente cortas (8-9 disacáridos) y están más sulfatadas que el KS en la córnea. KS en fibromodulina carece de la clara estructura de dominio de KS córnica, pero como el KS de la córnea interviene en la sulfatación de Gal reducida cerca el extremo reductor. Grupos unidos al extremo no reductor de la fibromodulina del KS son más típicos que aquellos en el KS del cartílago que los de la córnea. La estructura del KS puede ser redactada primeramente por factores específicos del tejido, como glicosiltransferasas más que el tipo de unión al núcleo proteico.

### KSII
Las cadenas son más cortas que el KS de la córnea (5-11 disacáridos) y carecen de la estructura dominio característica. El KSII del cartílago esta altamente sulfatado, consistiendo casi por completa de monómeros disulfatados interrumpidos ocasionalmente por un monómero de lactosamina monosulfatado. La unión a la proteína es mediante serina o treonina y requiere un tipo de mucina “núcleo 2” oligosacárido. La sialilación de Gal está unida al C3 de la unión de GalNAc es solo parcial.
Las cadenas de KSII están unidas por ácido siálico en el C3 y C6 del GlcNAc terminal. La fucosa unida α también es presente en el C3 del GlcNAc sulfatado a través de la cadena pero no en las cuatro mitades de hexosas en el extremo no reductor. Esta característica distingue moléculas de KS de las de Lewis X (Lex) antígenos los cuales son fucosilados en el penúltimo GlcNAc del extremo no reducido. Estas glicoformas parecidas al KS están presentes en la superficie endotelial de células y sirven como ligandos de selectinas. El KS del cartílago traqueal no presenta fucosilación del GlcNAc interno, y presenta solo (2→3) ácido siálico unido al final de la cadena. Así, las actividades de las glicotransferasas específicas de tejido y no la secuencia primaria de la proteína parecen ser grandes determinantes de la estructura de la cadena de KSII y de sus moléculas asociadas.

### Uniones O entre KS y Man (KSIII)
Un tercer tipo de unión entre KS y proteínas se ha descrito en proteoglicanos de cerebro. Estas cadenas de KS están unidas a Ser/Thr en el núcleo de la proteína mediante manosa, por ejemplo KS-Man-O-Ser. Esta unión parece estar presente en KS fosfórica, en cambio, la caracterización completa de las proteínas en las cuales Man-O-Ser unidas a KS está pendiente.

## Biosíntesis de KS

### Enzimas biosintéticos
KS es elongada mediante la acción de glicosil transferasas que alternativamente añaden Gal y GlcNAc en el polímero creciente. La actividad de la Gal-transferasa en células de la córnea se parece a la actividad de la β-1,4-glicosiltransferasa abundante en el suero y en la leche. En años recientes una familia de al menos siete genes β4Gal-T se han identificado, y los roles de cada uno se están actualmente definiendo. Durante el desarrollo corneal de un polluelo se encontró que la transcripción β4Gal-T aumentaba durante el desarrollo de la síntesis de KS. La actividad de esta enzima se mantuvo en un inusual alto nivel en las células de la córnea de los adultos. La comparación con las secuencias de cDNA conocidas indica que la β4Gal-T de la córnea uprerregulada es idéntica a la β4Gal-T1. Interesantemente, la actividad de β4Gal-T1 continúa en niveles elevados en células cultivadas que han perdido la síntesis de KS. Aunque β4Gal-T1 parece ser el enzima involucrado en la síntesis de KS de la córnea, esta enzima específica no se ha relacionado con la biosíntesis de KS en otros tejidos.
La N-acetilglucosaminosiltransferasa (GnT) responsable de la síntesis de KS no se ha identificado. Un número de enzimas GnT son conocidos, de los cuales parecen ser candidatos potenciales. Se ha demostrado que una enzima (iGnT) ampliamente distribuida participa en la síntesis lineal de polilactosamina (conocidos como antígenos “i”). Los RNA’s transcritos para esta enzima están enriquecidos en el cerebro, un tejido en el cual el KS es sintetizado activamente. Recientemente una segunda enzima GnT (β3GnT) activo en la síntesis de polilactosamina lineal se ha identificado y clonado. Hoy por hoy, sin embargo, no se ha presentado evidencia entre la relación de GnT con la síntesis de KS.
El KS está también sulfatado en las mitades de GlcNAc y una enzima específica es responsable de esta actividad. Nakazawa demostró que la actividad de la GlcNAc-6-sulfotransferasa (Gn6ST) en extractos de querocita sulfata específicamente la GlcNAc (β1-3)Gal-R terminal no reductor. Solo el KS parcialmente desulfatado reciben sulfatación solo en las mitades de Gal por estos extractos. Los cDNAs para dos enzimas Gn6ST con la especificidad para el GlcNAc terminal no reductor se han identificado y se han clonado; sin embargo, aún queda la pregunta es si alguno de éstos representa las enzimas involucradas en la síntesis de KS. Pacientes con distrofia macular de la córnea, una enfermedad que el KS carece de la sulfatación de GlcNAc a través del cuerpo, han inalterado los niveles de esta enzima en su suero. La implicación de estos descubrimientos es que una enzima de especificidad similar con la restricción específica de la localización en el tejido pueden ser responsables de la síntesis de KS.
La especificidad de la enzima Gn6ST sugiere que la sulfatación del GlcNAc del KS puede ocurrir simultáneamente con la elongación y solo en el extremo donde la cadena crece. La idea de la elongación coordinada y de la sulfatación de KS está apoyada por estudios biosintéticos con células libres de extractos de la córnea que mostraron un cambio coordinado en la Vmax de tanto la elongación como la sulfatación con respecto a la largaria de la cadena de KS.

## Proteínas asociadas al KS

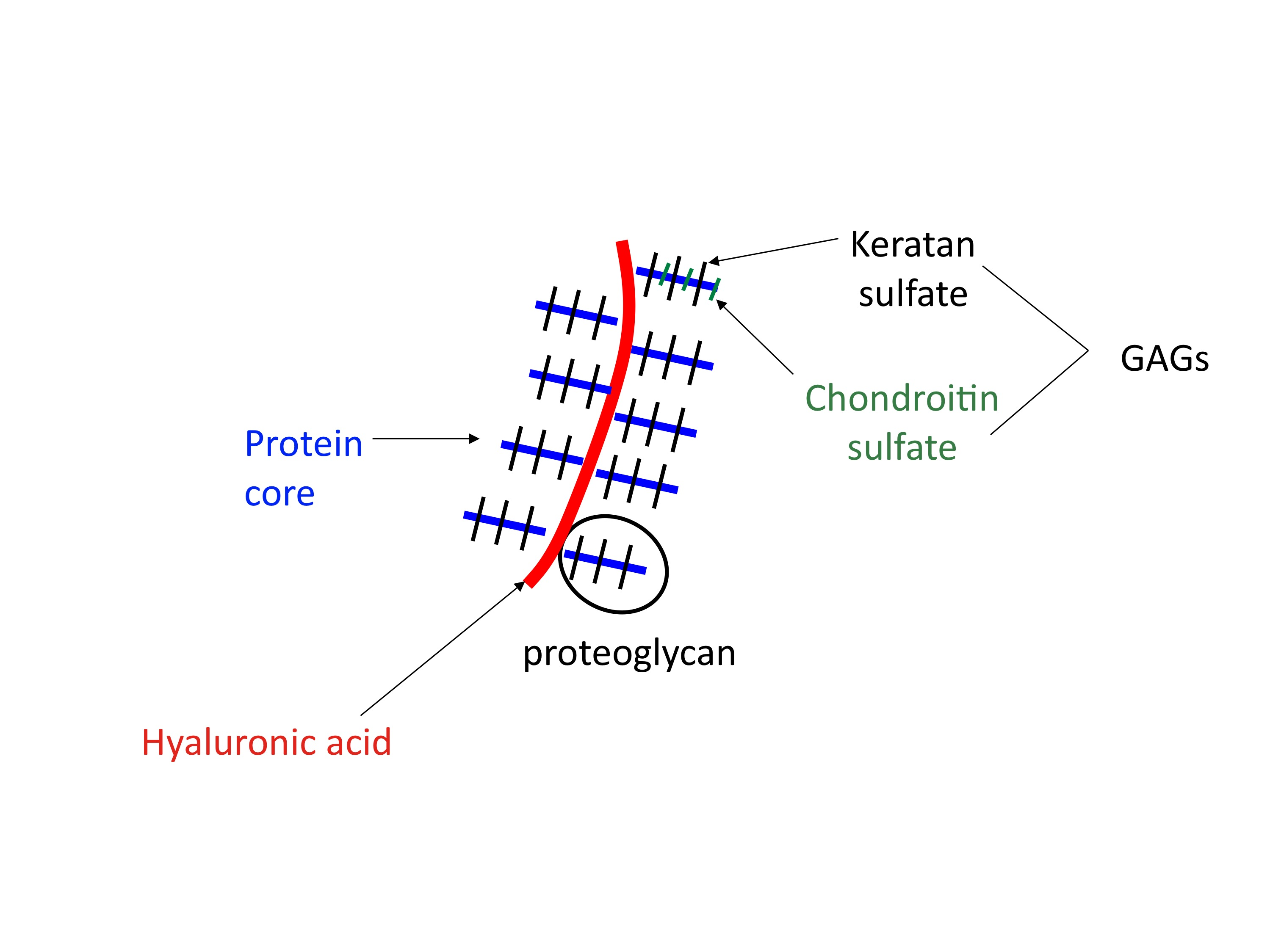
Disposición del queratán sulfato con otras biomoléculas en los tejidos

KS puede ser identificado en un amplio conjunto de tejidos, indicando que la maquinaria enzimática para producir este polímero no está severamente restringida en la localización en el tejido. Solo un número limitado de proteínas se conocen que están asociadas al KS como una modificación postraduccional. La conclusión lógica que surge de estas dos observaciones es que la expresión de estas proteínas nucleares es un determinante importante de la biosíntesis de KS. Entendiendo los genes y los patrones de la expresión génica para las proteínas nucleares de KS, además, es esencial para un completo entendimiento de la biosíntesis del KS. Sobre la última década un número de proteínas modificadas con KS y los genes que codifican para estas se han identificado. Estudios de immunolocalizacion de KS sugiere que hay más proteínas asociadas al KS que aún no se han caracterizado.

### Pequeños proteoglicanos ricos en leucina (SLRPs)
Este es un extenso grupo de proteínas asociadas que son típicamente componentes de la matriz intersticial. Miembros de esta familia comparten series de 24 repeticiones de aminoácidos de leucina (LRRs) que forman la porción central de cada proteína. Estudios de modelaje y observación directa sugiere que las LRRs pliegan la proteína en series de láminas β, creando una estructura tridimensional en forma de arco con la unión a KS en determinados sitios para que las cadenas de KS se extiendan desde el sitio convexo del arco. En la córnea, KS está presente en tres SLRP proteínas, lumicano, queratocano y mimecano. La fibromodulina y el PRELP en el cartílago y la osteoadherina en el hueso son también proteínas de la familia de las SLRP modificadas con KS. Péptidos trípticos unidos al KS de la fibromodulina contienen todos los cuatro sitios potenciales de la N-glucosilación en la proteína, sin embargo el tamaño de la molécula intacta sugiere que solo un sitio de cada proteína es alargada con KS. Una aproximación similar identificó los sitios de unión del KS en el lumicano y queratocano de córnea de gallina. El sitio de unión del KS en cada caso fue N-terminal en la primera leucina de un LRR indicando una localización superficial para cada cadena. La mayoría de los sitios fueron caracterizados por tres aminoácidos aromáticos N-terminales en el lugar de unión.

### Agrecano
El mayor proteoglicano del cartílago es el agrecano una proteína muy grande en la cual se encuentra KS en dos dominios separados. La mayoría de KS se une mediante enlaces O al agrecano entre las regiones G2 y G3 caracterizadas por una secuencia de seis aminoácidos repetidos. Esta secuencia está altamente conservada en las diferentes especies vertebradas, pero el número de unidades repetidas varía. Esta variación puede suponer las diferencias de contenido de KS en el agrecano de diferentes especies. Esta secuencia no se conserva en los roedores, y en estas especies el KS esquelético está altamente reducido o ausente. KS también está unido a agrecano cerca del extremo N de la proteína en el dominio de unión HA tanto en las formas de unión N- y O-. Las cadenas de KS en la región de unión HA pueden tener diferente largaria y sulfatación comparado con las cadena de la región de unión GAG de la molécula. Esto sugiere que la conformación de la proteína en esta gran molécula puede controlar el acceso de glicosil o sulfotranserasa durante el paso a través de Golgi.

### Proteoglicanos asociados a células
Se ha demostrado recientemente que el KS está asociado a un número de tejidos epiteliales. Queratinocitos, células uterinas del endometrio, endotelio de la córnea, glándula sebásica , glándula salivar y glándulas sudoríparas del epitelio presentan inmunoreactividad al KS en tejidos adultos. También se encuentra KS en una variedad de células de carcinoma del epitelio. La proteína endometrial MUC1 se ha presentado recientemente que está modificada con KS. MUC1 es un componente común en la capa de la mucina asociada con superficies apicales del epitelio secretor. Esta única molécula puede demostrarse de ser la responsable de la presencia de KS en algunas de las numerosas superficies glandulares de las que se han mencionado. Otra molécula de la superficie celular CD44 contiene KS. CD44 y SV2 son las primeras proteínas de membrana que se han identificado con KS. Un tercer tipo KS asociado a las célula se describió como una modificación del las moléculas intracelulares de queratina con KS en queratinocitos. Estos ejemplos de KS asociadas a la célula demuestran que, como la condroitina y tejidos conectivos modifican una variedad de proteínas con variedad considerable en su localización.

### Proteoglicanos cerebrales
Una de las áreas más activas de la investigación sobre KS incluye a proteoglicanos del sistema nervioso central. Después de la córnea y tejidos del hueso, el cerebro parece que presenta la cantidad de KS más abundante y es uno de los tejidos más ricos en enzimas responsables de la biosíntesis de KS. El proteoglicano as abundante en el cartílago, el agrecano, está presente en tejidos neurológicos, pero el agrecano en el SNC no contiene KS. Diversos proteoglicanos que parecen ser únicos en el tejido nervioso se han descrito, incluyendo ABAKAN, SV2, PG-1000, claustrina y fosfoqueratán sulfato. Cada una parece unirse de forma única al KS con una localización altamente específica, producida por una población limitada de células. Otras proteínas unidas a KS en el tejido nervioso pero aún se han de caracterizar completamente.

## Control de la síntesis de KS
La biosíntesis de KS está generalmente alterada en respuesta cambios metabólicos, patológicos o desarrollo en tejidos. Este fenómeno fue descrito por primera vez en la córnea. En embriones de pollo, el KS sulfatado no se detecta hasta aproximadamente 12 horas después de la invasión de células neurales migratorias en el estroma primario. Después de esto, el KS se acumula rápidamente en el estroma. Esta acumulación continúa después del nacimiento y en el adulto también. Similarmente, en la córnea de ratones neonatales, lumicano se encuentra primariamente como una glicoproteína no sulfatada per empieza a ser modificada con KS en 10-14 días, cuando se abren los ojos. El tamaño y carga de esta KS córnica aumenta por al menos un año. Estudios de la cantidad de KS en corneas humanas sugieren un crecimiento similar de KS en la vida.
El KS del cartílago parece presentar cambios desarrolladores similares a los de la córnea. El contenido KS en agrecano en el cartílago sufre un incremento en la largada de la cadena de KS y de sulfatación relacionados con la edad. El cerebro de rata, también, presenta un poco de KS embriónica, desarrollando la mayoría de la actividad de KS después del nacimiento. Por otro lado, la mayor parte de la KS en el cerebro es única, compleja y con patrones de desarrollo regulados. Este nivel regulación tan precisa sugiere una función desarrolladora especializada de las moléculas unidas a KS del SNC.
Una segunda propiedad de la biosíntesis KS observada ampliamente es su volatilidad en la reparación de heridas e in vitro. Tipos celulares que secretan KS (células neurológicas, condrocitos y queratocitos) son quiescentes in vivo, pero cuando se mantienen in vitro, condrocitos y queratocitos, dependiendo de las condiciones del cultivo, generalmente asumen una morfología fibroblástica y pierden la síntesis de KS. En reparaciones córnicas los queratocitos son activados para dividirse, adoptan un fenotipo fibroblástico similar a los fibroblastos de cultivo, y sintetizan pequeñas cantidades de KS. Condiciones patológicas crónicas o subagudas que afectan a la córnea también conllevan a perder KS en el estroma. En el cerebro, el KS microglial es reducido durante la inflamación y el KS cerebral es reducido como un resultado de la enfermedad de Alzheimer. La reducción de KS en tanto cerebro como córnea parece estar en asociación con la inflamación, sugiriendo un rol en las citoquinas proinflamatorias en la regulación negativa de la biosíntesis de KS.
Numerosos estudios han documentado el poco parecido de KS en fibroblastos de córnea en cultivo. Un detallado análisis de los productos sintetizados por estos cultivos demostraron la expresión de todas las tres proteínas unidas al KS pero encontraron que estaban modificadas con oligolactosamina truncada con poca o sin sulfatación. Estos resultados sugieren que la regulación negativa de la biosíntesis de KS in vitro (y por la implicación en la curación de heridas) corta la regulación negativa de glicosil o sulfotransferasas específicas de KS. Un estudio utilizando queratocitos aislados mostró una marcada reducción en la sulfatación de los residuos de GlcNAc de KS después de un corto periodo de cultivo de estas células en suero. Las enzimas específicas para la polimerización y sulfatación de KS pueden ser reguladores claves de la biosíntesis de KS in vitro y posiblemente también in vitro.
Desarrollos recientes de métodos de cultivo para queratocitos que mantienen la biosíntesis de KS macromolecular y completamente sulfatada en periodos extensos in vitro resulta una estrategia útil para la identificación de enzimas biosintéticos específicos para KS. La biosíntesis de KS por los queratocitos cultivados utilizando este método fue regulada negativamente por suero fetal de bovino y por la transformación del factor de crecimiento β (TGFβ), pero el factor de crecimiento 2 de los fibroblastos (FGF) actuaron para mantener la síntesis in vitro de KS. Este sistema experimental produce la oportunidad de examinar el efecto de varios estímulos (por ejemplo, nutrientes, citoquinas inflamatorias, interacciones célula) en la síntesis de KS.

## Funciones biológicas de KS

### Hidratación de tejidos
En al córnea, la gran abundancia de KS parece estar relacionada con el mantenimiento del nivel de hidratación del tejido, crítico para la transparencia de la córnea. Los proteoglicanos unidos a KS y dermatán sulfato de la córnea presentan distintas propiedades de unión al agua. A niveles de hidratación normales en el estroma de la córnea, dermatán sulfato está completamente hidratado mientras que queratán sulfato solo está parcialmente hidratado, sugiriendo que el KS proporciona un almacén dinámico para la hidratación de la córnea. La importancia de KS en el estroma está apoyada por los datos de enfermedades como la distrofia macular de la córnea en la cual el balance de glicosaminoglicanos está alterado. Recientemente una mutación para el lumicano en ratones presentó una reducción del 25% en el queratán sulfato de la córnea y presenta una pérdida similar en la hidratación estromal. Estos ratones desarrollaron cataratas después de 3-6 meses de vida, un periodo de tiempo consistente en la acumulación de KS sulfatado en la córnea de ratón. Estos resultados apoyan la hipótesis que la transparencia de la córnea depende de la presencia abundante de queratán sulfato.

### Biología celular de KS
La función de KS en la hidratación de la córnea no explica la presencia de pequeñas cantidades de KS en otros tantos tejidos. Numerosas funciones biológicas se han documentado para hialuronan, heparán sulfato y condroitín sulfato. Estudios recientes sobre el KS presentan información sugiriendo que el KS también es un participante activo en la biología celular de tejidos en los cuales está localizado. Macrófagos de ratón expresan una alta afinidad en la superficie celular para lumicanos y lumicanos modificados con oligolactosaminano sulfatada. Estas células no unen el lumicano que lleva cadenas de KS sulfatadas, tampoco se unirán y se repartirán a través de superficies plásticas recubiertas con KS-lumicano. La extracción de KS con endo-βgalactosidasa almacenada en células in vitro. Este carácter anti-adhesivo de KS se ha observado en otros estudios. Moléculas que contienen KS constituyen una barrera del crecimiento neuronal in vitro y parece ser que dirige los patrones del crecimiento axonal durante el desarrollo o la regeneración in vivo. El carácter de “barrera” de KS también está implicado en los descubrimientos de que las cadenas de KS en el bloque de agrecanos desarrollan una respuesta inmune in vivo e in vitro al dominio G1 de esta proteína, bloqueando el desarrollo de la osteoartritis inducida por antígeno.
La abundancia de KS asociado a células en el endometrio uterino varía durante el ciclo menstrual, alcanzando un pico en el momento en el cual ocurre la implantación del embrión. En este momento las moléculas sensibles a la queratanasa bloquean el acceso de anticuerpos anti MUC1 ectodominio epítopos, normalmente accesibles en el ciclo. Estos descubrimientos sugieren una función potencial de la KS en el proceso de la implantación. El KS también ha sido implicado en la motilidad celular del epitelio de la córnea, una única membrana que recubre la superficie posterior de la córnea. Estas células normalmente presentan una distribución de mosaico de KS en su superficie apical, pero después de la curación el KS es reducido o ausente en células migratorias. El KS vuelve en abundancia en la superficie celular cuando las células paran de migrar. La función de moléculas antiadhesivas en complejos y a veces con roles paradójicos durante uniones celulares y motilidad. Las propiedades antiadhesivas del KS pueden jugar roles significativos en la implantación y en la migración epitelial, así como en otros procesos biológicos. Estudios correlativos como aquellos sugieren que sistemas experimentales en los cuales el mecanismo molecular de estos efectos biológicos pueden ser determinados.